# Yttre Vrången
Yttre Vrången är en sjö i Hultsfreds kommun i Småland och ingår i Emåns huvudavrinningsområde. Sjön är 8,5 meter djup, har en yta på 0,363 kvadratkilometer och befinner sig 97,2 meter över havet.

## Delavrinningsområde
Yttre Vrången ingår i det delavrinningsområde (635903-149182) som SMHI kallar för Utloppet av Yttre Vrången. Medelhöjden är 130 meter över havet och ytan är 11,29 kvadratkilometer. Räknas de 37 avrinningsområdena uppströms in blir den ackumulerade arean 615,31 kvadratkilometer. Gårdvedaån som avvattnar avrinningsområdet har biflödesordning 2, vilket innebär att vattnet flödar genom totalt 2 vattendrag innan det når havet efter 107 kilometer. Avrinningsområdet består mestadels av skog (81 %). Avrinningsområdet har 1,11 kvadratkilometer vattenytor vilket ger det en sjöprocent på 9,8 %.